# 묘법연화경 권3∼4 (경기도 유형문화재 제313호)
묘법연화경 권3∼4는 대한민국 경기도 용인시 처인구 포곡읍, 백령사에 있는 불경이다. 2017년 6월 14일 경기도의 유형문화재 제313호로 지정되었다.

## 지정 이유
사찰에서 민간에 위탁하여 간행된 보기 드문 간행 방식의 불경으로 보존상태가 거의 온전한 임진왜란 이전의 고간본이며, 인출 사실이 묵서되어 있는 점이 돋보인다.

## 참고 자료
- 묘법연화경 권3∼4 - 국가유산청 국가유산포털